# 중국공산당 제1차 전국대표대회 회지

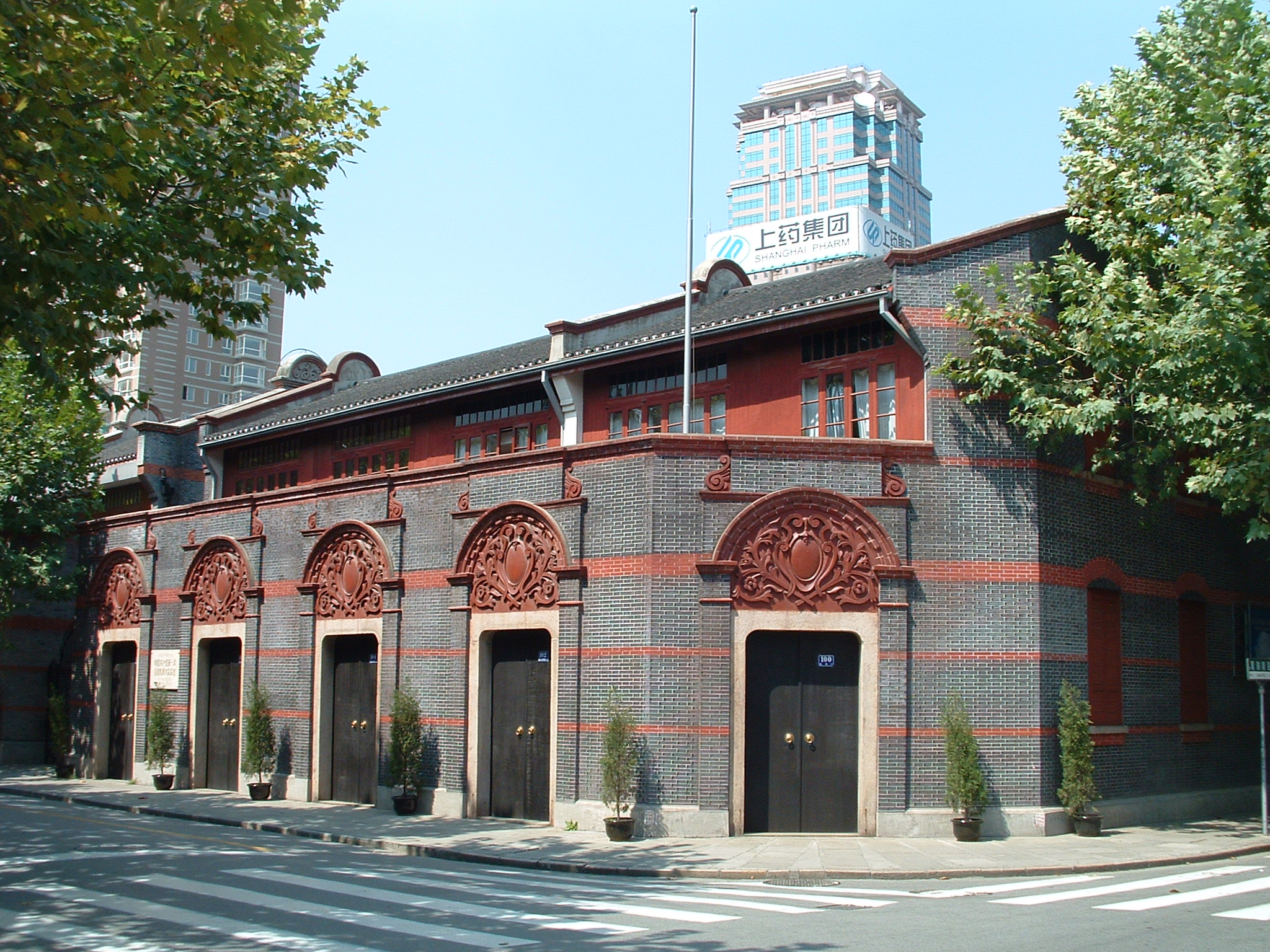
신천지의 중공일대회지

중국공산당 제1차 전국대표대회 회지 약칭 중공일대회지(中共一大會址)는 중화인민공화국 상하이의 신톈디(新天地) 근처에 루완구(卢湾区) 씽예루(兴业路) 78번지에 있다.

## 개요
이곳은 원래 과거 조계시대 프랑스의 조계지로 중공 1대 대표였던 이한준의 처소였고, 중국공산당 제1차 전국대표 대회가 1923년 7월 23일~30일까지 프랑스의 눈을 피해 몰래 열렸다. 마지막 하루를 남겨두고 조계지를 관할하는 프랑스군이 들이닥쳐서 모임을 저장성 가흥(嘉興) 남호의 놀잇배 위에서 거행해야 했다.
결국 마오쩌둥을 비롯한 전국 각지의 공산당을 대표하는 13인이 많은 토론을 거쳐 마침내 중국공산당을 성립을 선포했다.

## 참석자
당시 참석한 대표자들은 베이징 대표로는 류런징(劉仁靜)과 장궈타오(張國燾)가 상하이 대표로는 리한쥔(李漢俊)과 리다(李達)가 참석을 했다. 산둥의 대표로는 왕진메이(王燼美)와 덩언밍(鄧恩銘)가 참석을 했으며, 후베이는 둥비우(董必武)와 천탄추(陳潭秋), 후난은 마오쩌둥(毛澤東)과 허수헝(何叔衡), 광둥은 천궁보(陳公博)과 바오후이성(包惠僧)가 참석을 했으며, 이외에 재일대표 저우포하이(周佛海)가 있었다.

## 의미
건물은 초라할지라도, 공산당에 대한 자부심이 대단한 중국인들에게는 그 탄생지로서 아주 의미있는 건축물이다. 그래서 1961년, 중공일대회지는 첫 번째 전국중점문물보호단위로 지정되었다.

## 같이 보기
- 신톈디
- 난후 (자싱)